# 陶武訓
陶武訓（1973年5月8日—）是臺灣男子田徑運動員，曾打破男子200公尺全國紀錄。1994年亞洲運動會，陶武訓在男子田徑200公尺項目獲得第四名。

## 外部連結
- 陶武訓在国际奥林匹克委员会的资料
- 陶武訓在的頁面